# Гинденбург, Гертруда фон

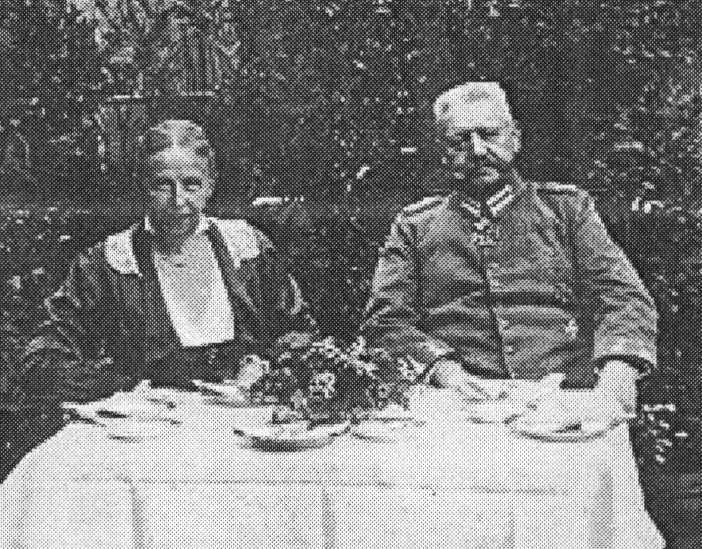
Гертруда и Пауль фон Гинденбург. 1917

Гертруда Вильгельмина фон Гинденбург (нем. Gertrud Wilhelmine von Hindenburg, урожд. фон Шперлинг (Gertrud von Sperling); 4 декабря 1860, Магдебург — 14 мая 1921, Ганновер) — немецкая дворянка и филантроп. Супруга Пауля фон Гинденбурга, командующего вооружёнными силами Германии в Первой мировой войне.

## Биография
Гертруда фон Гинденбург родилась в семье прусского генерал-майора Оскара фон Шперлинга и его супруги Паулины фон Класс. Старший брат Гертруды — генерал от инфантерии Курт фон Шперлинг.
Гертруда фон Шперлинг познакомилась с Паулем фон Гинденбургом в середине 1870-х годов в Штеттине, где тот состоял при генеральном штабе второго армейского корпуса. Они поженились 24 сентября 1879 года в Штеттине после того, как Гинденбург в 1878 году получил звание капитана и тем самым создал материальные условия для брака. В семье Гинденбургов родилось четверо детей: дочь Ирменгард Паулина (1880—1948), мертворождённый сын без имени (1881), сын Оскар (1883—1960) и дочь Аннамария (1891—1978).
В автобиографии, увидевшей свет в 1920 году, Пауль фон Гинденбург описывал Гертруду как любящую супругу, преданно и неустанно делившую с ним радости и печали, все заботы и дела и ставшую для него лучшим другом и товарищем. Несмотря на то, что по словам близких Гертруда фон Гинденбург в первую очередь жила семьёй и стремилась оградить своего мужа от любых неудобств и забот,, многие отмечали её тонкий ум. Она считалась остроумной, образованной женщиной и отличалась большей начитанностью, чем её супруг. Она живо интересовалась театром, музыкой и живописью и состояла в переписке с многими знаменитостями своего времени, например, Вальтером Ратенау, которого она незадолго до своей смерти убеждала вступить в должность министра иностранных дел.
Из источников также следует, что Гертруда фон Гинденбург была живым, добрым и темпераментным человеком и идеально дополняла своего закрытого, невозмутимого и флегматичного супруга. Кроме того, ей приписывали религиозность и монархические взгляды.
После свадьбы госпожа Гинденбург сопровождала мужа по местам его службы в Штеттине, Карлсруэ, Берлине и Магдебурге. После выхода Гинденбурга на пенсию в 1911 году Гинденбурги переехали в Ганновер. Когда Гинденбург вернулся на службу в Первую мировую войну, чтобы занять самые высокие командные должности, Гертруда занялась благотворительностью. Она приняла на себя заботу о раненых и основала именной фонд в целях нравственной поддержки немецкой молодёжи.
После войны Гертруда проживала с мужем в Ганновере, где в 1921 году умерла от рака. Её похоронили в Ганновере, но в 1927 году её останки были эксгумированы по желанию супруга и перезахоронены в парке его поместья Нойдек. Желанию Пауля фон Гинденбурга быть похороненным там же рядом с супругой не было суждено реализоваться. По указанию Гитлера прах Гертруды фон Гинденбург был вновь эксгумирован и помещён вместе с останками мужа в Танненбергском мемориале. В преддверии наступления Красной армии гробы Гинденбургов были перевезены в Западную Германию. В августе 1946 года останки Гинденбургов нашли последнее упокоение в церкви Святой Елизаветы в Марбурге.